# Fabrizio Moretti

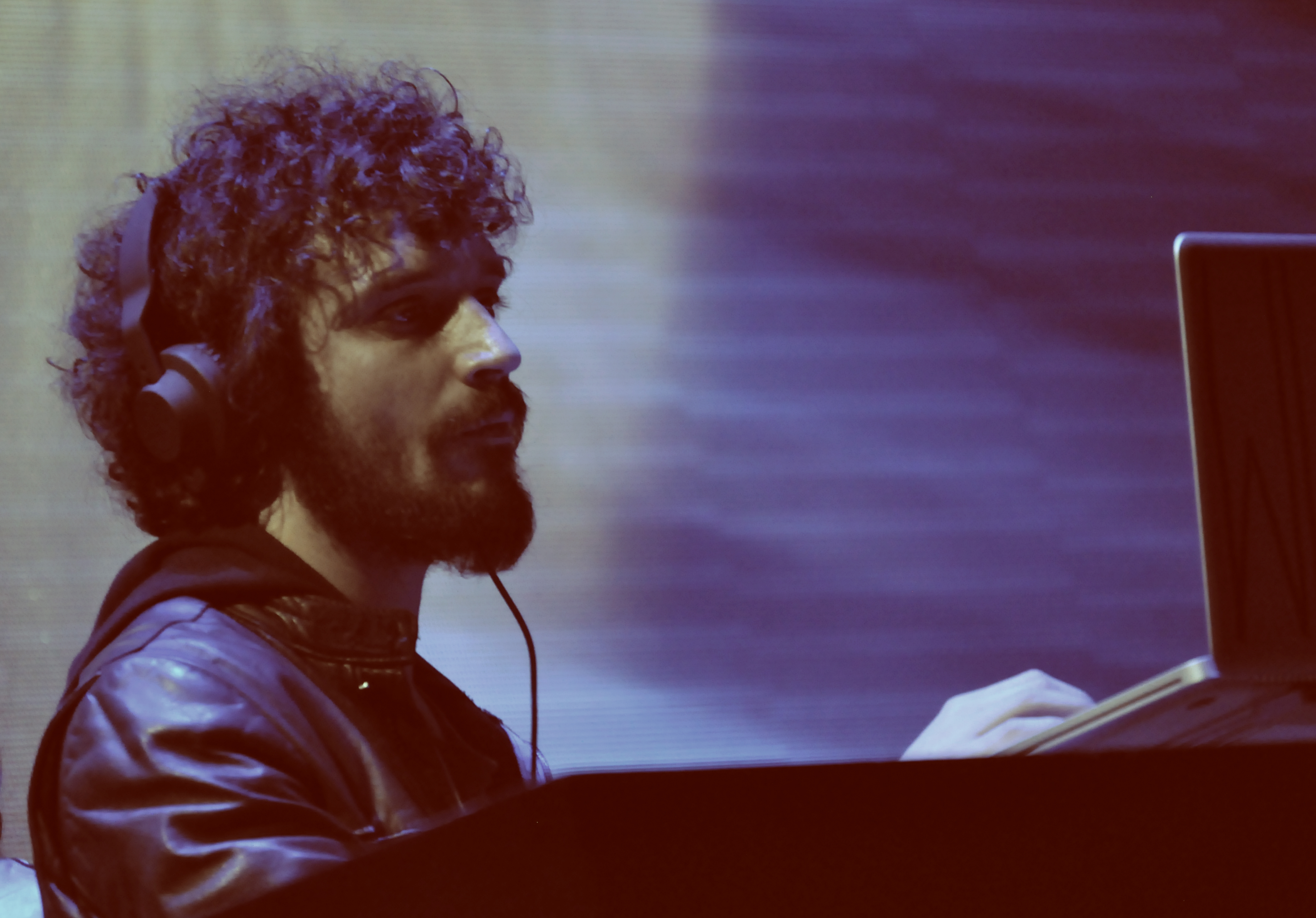
Fabrizio Moretti

Fabrizio „Fab“ Moretti (* 2. Juni 1980 in Rio de Janeiro, Brasilien) ist der Schlagzeuger der amerikanischen Indie-Rockband The Strokes. Nebenbei gründete er noch zusammen mit Rodrigo Amarante von Los Hermanos und Binki Shapiro Little Joy, deren Debütalbum 2008 erschien.
Fabrizio Moretti wurde in Rio de Janeiro als Sohn eines Italieners und einer Brasilianerin geboren. Mit vier Jahren zog er mit seiner Familie nach New York City. Auf der Schule lernte er seine späteren Bandkollegen Nick Valensi und Julian Casablancas kennen.
Von 2002 bis 2007 war er mit der Schauspielerin Drew Barrymore liiert.